# Список умерших в 1911 году
В этой статье представлен список известных людей, умерших в 1911 году.
- См. также: Категория:Умершие в 1911 году

## Январь
- 22 января — Михаил Плец (68) — тайный советник, губернатор Енисейской губернии, член Правительствующего сената.
- 26 января — Джон Локвуд Киплинг (73) — английский художник, отец Редьярда Киплинга.

## Февраль
- 11 февраля — Виргилий Шанцер (43) — деятель революционного движения в России.
- 12 февраля — Александр Износков — горный инженер, предприниматель.
- 20 февраля — Юзеф Монтвилл (60) — известный виленский (польский) банкир и предприниматель; общественный деятель, филантроп и меценат.
- 28 февраля — Иоасаф (Романов) — епископ Русской православной церкви, епископ Новгород-Северский, викарий Черниговской епархии.

## Март
- 12 марта — Андрей Ющинский (12 или 13) — киевский школьник, в убийстве которого обвинялся киевский еврей Мендель Бейлис, оправданный в 1913 году судом присяжных; судебный процесс над Бейлисом имел широкий общественный резонанс.
- 18 марта — Павел Житецкий (74) — русский филолог и этнограф.
- 23 марта — Даниил Хвольсон (91) — российский востоковед, историк, лингвист, семитолог, гебраист.
- 24 марта — Драган Цанков (82) — болгарский политический деятель.

## Апрель
- 6 апреля — Ромуальд Кобецкий (87) — караимский гахам, профессор Новогрудской гимназии.
- 10 апреля — Микалоюс Константинас Чюрлёнис (35) — литовский художник и композитор; родоначальник профессиональной литовской музыки.
- 11 апреля — Александр Георгиевский (80) — один из главных деятелей по введению системы среднего образования в России.
- 12 апреля — Матрона Босоножка, блаженная, русская странница.
- 15 апреля — Ванда Войнаровская (49) — польская социалистка, участница российского, польского и французского революционного движения.
- 17 апреля — Мина (Шустов) (наст. имя Шустов Михаил Ефимович) (точный возраст неизвестен) — настоятель Никольского единоверческого монастыря в Москве, известный миссионер.
- 19 апреля — Александр Манташев (69) — крупнейший российский нефтяной магнат и филантроп. Был одним из самых богатых людей своего времени.

## Май
- 18 мая — Густав Малер (50) — австрийский композитор и дирижёр, один из крупнейших симфонистов XIX и XX веков.
- 25 мая — Василий Ключевский (70) — русский историк, академик (1900), почётный академик (1908) Петербургской Академии наук.
- 30 мая — Константин Фофанов (49) — русский поэт; отец поэта-эгофутуриста Константина Фофанова.

## Июнь
- 3 июня — Йозеф Генсбахер (81) — австрийский музыкальный педагог.
- 10 июня — Варвара Панина (38—39) — известная исполнительница цыганских песен и романсов; болезнь сердца.
- 12 июня — Янис Порук (40) — поэт, прозаик и журналист.
- 15 июня — Иван Пантюхов (74) — русский врач, антрополог, публицист.
- 28 июня — Архип Тесленко (29) — украинский писатель.

## Июль
- 3 июля — Газарос Агаян (71) — армянский писатель, педагог.
- 6 июля — Александра Кулиш (83) — украинская писательница.
- 12 июля — Мирза Сабир (49) — азербайджанский поэт, сатирик.

## Август
- 1 августа — Конрад Дуден (82) — немецкий филолог, составитель знаменитого орфографического словаря немецкого языка.
- 3 августа — Дмитрий Самоквасов (68) — русский археолог, историк права, архивовед.
- 5 августа — Антон Йозеф Груша (90) — австро-венгерский кардинал.
- 11 августа — Григорий Гладынюк (78) — киевский купец и меценат.
- 15 августа — Дмитрий Цертелев (59) — русский философ, поэт, публицист, литературный критик.
- 16 августа — Фрэнсис Патрик Моран (80) — первый австралийский кардинал.

## Сентябрь
- 7 сентября — Фридрих Брейтфус (59) — известный русский филателист, член Лондонского филателистического общества.
- 12 сентября — Иван Присецкий — политический и общественный деятель.
- 16 сентября — Михаил Тамарашвили (53) — Грузинский католический аббат−священник, ученый, церковный историк, общественный деятель, доктор богословия, профессор.
- 18 сентября — Пётр Столыпин (49) — русский политик, министр внутренних дел, премьер-министр России (1906—1911); гофмейстер (6 декабря 1906 года); убит.
- 21 сентября — Ахмед Ораби-паша (69) — египетский военный и политический деятель, руководитель борьбы с Великобританией в период Англо-египетской войны 1882 года.
- 25 сентября — Дмитрий Богров (24) — российский анархист, секретный осведомитель охранного отделения.
- 29 сентября — Норткот Генри (64) — британский государственный деятель, генерал-губернатор Австралии (1904-1908).
- 30 сентября — Францишек Костжевский (85) — польский художник реалистического направления, иллюстратор, автор сатирических рисунков и карикатурист.

## Октябрь
- 1 октября — Вильгельм Дильтей (77) — немецкий историк культуры и философ-идеалист, представитель философии жизни, литературовед, введший впервые понятие так называемых наук о духе.
- 1 октября — Павел (Преображенский) — епископ Русской православной церкви, епископ Чигиринский, викарий Киевской епархии.
- 4 октября — Пётр Трубецкой (52) — русский государственный и политический деятель, основатель классического виноделия на Украине.
- 5 октября — Уильям Эстли (56) — австралийский писатель и журналист.
- 8 октября — Алексей Люпов (39) — русский офицер, артиллерист.
- 17 октября — Владимир Беляев (77) — русский ботаник-морфолог.
- 29 октября — Джозеф Пулитцер (64) — американский издатель, журналист, родоначальник жанра «жёлтой прессы».

## Ноябрь
- 9 ноября — Говард Пайл (58) — американский художник-иллюстратор и писатель.
- 10 ноября — Феликс Зим (90) — французский живописец архитектурных и морских видов в стиле «барбизонской школы».
- 11 ноября — Матвей Кузнецов (65) — российский промышленник.
- 11 ноября — Владимир Николаев — выдающийся русский архитектор, педагог, общественный деятель, один из самых плодовитых киевских зодчих.
- 27 ноября — Дуаньфан (50) — китайский политик и реформатор.

## Декабрь
- 5 декабря — Валентин Серов (46) — русский живописец и график, мастер портрета.
- 13 декабря — Николай Бекетов (84) — один из основоположников физической химии и химической динамики, заложил основы принципа алюминотермии.
- 23 декабря — Николай Златовратский (65) — русский писатель.
- 31 декабря — Григорий Мясоедов (77) — российский живописец.
- 31 декабря — Ислам Крымшамхалов (47) — карачаевский поэт, художник, энтузиаст народного просвещения.
- 31 декабря — Самуил Пампулов — дворянин, городской голова Евпатории.